# Tre lạt
Tre lạt (danh pháp: Bambusa intermedia) là một loài thực vật có hoa trong họ Hòa thảo. Loài này được Hsueh & T.P.Yi miêu tả khoa học đầu tiên năm 1984.